# Asediu din ceruri (sezonul 2)
Aceasta este lista episoadelor din sezonul 2 al serialului Falling Skies:

## Episoade
| Nr. în serial | Nr. in sezon | Titlu                            | Regia            | Scenariu                                          | Premiera       | Audiență SUA (milioane) |
| ------------- | ------------ | -------------------------------- | ---------------- | ------------------------------------------------- | -------------- | ----------------------- |
| 11            | 1            | „Worlds Apart”                   | Greg Beeman      | Mark Verheiden                                    | 17 iunie 2012  | 4.46                    |
| 12            | 2            | „Shall We Gather at the River”   | Greg Beeman      | Bradley Thompson & David Weddle                   | 17 iunie 2012  | 4.46                    |
| 13            | 3            | „Compass”                        | Michael Katleman | Bryan Oh                                          | 24 iunie 2012  | 3.81                    |
| 14            | 4            | „Young Bloods”                   | Miguel Sapochnik | Heather V. Regnier                                | 1 iulie 2012   |                         |
| 15            | 5            | „Love and Other Acts of Courage” | John Dahl        | Joe Weisberg                                      | 8 iulie 2012   |                         |
| 16            | 6            | „Homecoming”                     | Greg Beeman      | Bryan Oh                                          | 15 iulie 2012  |                         |
| 17            | 7            | „Molon Labe”                     | Holly Dale       | Bradley Thompson & David Weddle                   | 22 iulie 2012  |                         |
| 18            | 8            | „Death March”                    | Seith Mann       | Heather V. Regnier                                | 5 august 2012  |                         |
| 19            | 9            | „The Price of Greatness”         | Adam Kane        | Mark Verheiden                                    | 12 august 2012 |                         |
| 20            | 10           | „A More Perfect Union”           | Greg Beeman      | Remi Aubuchon and Bradley Thompson & David Weddle | 12 august 2012 |                         |